# Desná (fiume)
Il Desná (in tedesco Desse) è un affluente sinistro del Kamenice sui Monti Iser in Repubblica Ceca.
Il torrente di montagna, lungo solamente 3 km, nasce nella cittadina di Desná attraverso l'unione del Bílá Desná e del Černá Desná.
Il Desná scorre in direzione sud e sfocia a Tanvald nel Kamenice.
Regolarmente, il Desná ha diverse piene. Sono note le forti inondazioni del 1858, 1875, 1885 e 1888. 
Dopo l'inondazione del secolo, avvenuta il 29 luglio 1897, in cui caddero 310 mm di pioggia, si decise la costruzione di uno sbarramento di protezione. La successiva rottura dello sbarramento sul Bílá Desná ebbe conseguenze catastrofiche; l'inondazione causò danni devastanti lungo tutto il fiume: nella cittadina di Desná e a Tanvald.

## Bílá Desná
Il Bilá Desná (in tedesco Weiße Desse, ossia Desná Bianco) è la sorgente occidentale del fiume Desná. Nasce nella regione paludosa a ovest del monte Jizera (1.122 m) e scorre in direzione sud-ovest attraverso le foreste dei monti Iser fino a Desná, dove si unisce, dopo 12 km, con il Černá Desná.
Sul Bílá Desná si trovava in passato uno sbarramento, che si ruppe il 18 settembre 1916. I suoi resti si denotano con il nome protržená přehrada (diga rotta).

## Černá Desná
Il Černá Desná (in tedesco Schwarze Desse, ossia Desná Bianco) è la sorgente orientale del fiume Desná. Nasce in una regione paludosa a est del fiume Jizera e scorre in direzione sud fino a Desná, dove si unisce, dopo 13 km, con il Bílá Desná.
Lungo il fiume si trovano uno sbarramento (vodní nadrz Souš) e delle cascate.